# Draba cana
Draba cana — вид рослин родини капустяні (Brassicaceae), поширений у північній частині Північної Америки. Етимологія: лат. canus — «сірий».

## Опис
Це багаторічні рослини (каудекс простий або розгалужений). Стебла нерозгалужені або розгалужені дистально, (0.6)1–3 (3.8) дм, запушені. Базальне листя черешкове: пластини від лінійних до ланцетних або довгастих, (0.5)0.8–2(3.5) см × 1.5–4(11) мм, поля цілі або зубчасті, поверхні запушені. Стеблового листя 3–10(17), сидяче, пластини від ланцетних до яйцюватих або довгастих, поля цільні або зубчасті, поверхні запушені.
Китиці (10)15–47(63)-квіткові, витягнуті у плодах, щільно запушені. Плодоніжки висхідні, прямі, 2–5(10) мм, запушені. Квіти: чашолистки (зелені або лавандові) від довгастих до яйцеподібних, 1.5–2 мм, запушені; пелюстки білі, 2.3–3.7(4.5) × 0.7–1.7 мм; пиляки яйцюваті, 0.1–0.2 мм. Плоди від лінійно-ланцетних до лінійних, сплюснуті, (5)6–11 × 1.5–2(2.5) мм. Насіння яйцювате, 0.5–0.7(0.9) × 0.3–0.5 мм. 2n=32(4x).

## Поширення
Північна Америка: Ґренландія, Канада, США.
Населяє оголення порід, відкриті прерії, узбіччя доріг, луки, альпійську тундру; 0–4100 м.